# Kachstedt
Kachstedt is een dorp in de Duitse gemeente Artern in het Kyffhäuserkreis in Thüringen. Het dorp wordt voor het eerst vermeld in een goederenlijst uit 786 van het Klooster Hersfeld. In 1995 werd het dorp bij Artern gevoegd. 